# Замбия на летних Олимпийских играх 2016
Замбия на летних Олимпийских играх 2016 года, проходивших в Рио-де-Жанейро с 5 по 21 августа,  была представлена семью спортсменами в четырёх видах спорта. Знаменосцем делегации Замбии на церемонии открытия стал дзюдоист Мэтьюс Пунза.
По итогам Игр представители Замбии не смогли завоевать ни одной медали.

## Состав сборной
Бокс
1. Бенни Музийо[англ.]

 Дзюдо
1. Мэтьюс Пунза

 Лёгкая атлетика
1. Пири Джеральд[англ.]
2. Джордан Чипангама[англ.]
3. Кабанге Мупопо[англ.]

 Плавание
1. Ральф Говиа[англ.]
2. Джейд Ховард[англ.]

## Результаты соревнований

### Бокс
В турнире по боксу в среднем весе (до 75 кг) среди мужчин, получив приглашение Трёхсторонней комиссии, принял участие Бенни Музийо. На стадии 1/32 финала нокаутом во втором раунде он уступил турку Ондеру Шипалу и завершил своё выступление на Играх.
Мужчины
| Категория | Спортсмены   | Первый раунд       | Второй раунд         | Четвертьфинал        | Полуфинал            | Финал                | Место                |
| Категория | Спортсмены   | Соперник Результат | Соперник Результат   | Соперник Результат   | Соперник Результат   | Соперник Результат   | Место                |
| --------- | ------------ | ------------------ | -------------------- | -------------------- | -------------------- | -------------------- | -------------------- |
| до 75 кг  | Бенни Музийо | TURО. Шипал П 1:2  | завершил выступление | завершил выступление | завершил выступление | завершил выступление | завершил выступление |

### Водные виды спорта

#### Плавание
На соревнованиях по плаванию приняли участие два представителя Замбии, получившие приглашения от ФИНА: Ральф Говиа — среди мужчин на дистанции 100 метров баттерфляем и Джейд Ховард — среди женщин на дистанции 100 метров вольным стилем. Оба спортсмена не смогли преодолеть порог квалификации и завершили свои выступления на Играх.
Мужчины
| Дистанция              | Спортсмены  | Предварительный раунд | Предварительный раунд | Предварительный раунд | Полуфинал            | Полуфинал            | Полуфинал            | Финал                | Финал                |
| Дистанция              | Спортсмены  | Заплыв                | Результат             | Место                 | Заплыв               | Результат            | Место                | Результат            | Место                |
| ---------------------- | ----------- | --------------------- | --------------------- | --------------------- | -------------------- | -------------------- | -------------------- | -------------------- | -------------------- |
| 100 метров баттерфляем | Ральф Говиа | 2                     | 54,84                 | 38                    | завершил выступление | завершил выступление | завершил выступление | завершил выступление | завершил выступление |

Женщины
| Дистанция                 | Спортсмены   | Предварительный раунд | Предварительный раунд | Предварительный раунд | Полуфинал             | Полуфинал             | Полуфинал             | Финал                 | Финал                 |
| Дистанция                 | Спортсмены   | Заплыв                | Результат             | Место                 | Заплыв                | Результат             | Место                 | Результат             | Место                 |
| ------------------------- | ------------ | --------------------- | --------------------- | --------------------- | --------------------- | --------------------- | --------------------- | --------------------- | --------------------- |
| 100 метров вольным стилем | Джейд Ховард | 2                     | 58,47                 | 35                    | завершила выступление | завершила выступление | завершила выступление | завершила выступление | завершила выступление |

### Дзюдо
Набравший необходимое количество баллов для получения континентальной квоты для участия на Олимпиаде Мэтьюс Пунза в мужском турнире по дзюдо в категории до 66 кг в 1/16 финала одолел израильтянина Голана Поллака, однако уже в следующем раунде уступил Адриану Гомбачу из Словении и не смог вмешаться в борьбу за медали.
Мужчины
| Категория | Спортсмены   | 1/32 финала        | 1/16 финала            | 1/8 финала             | Четвертьфинал        | Полуфинал            | Финал                | Место |
| Категория | Спортсмены   | Соперник Результат | Соперник Результат     | Соперник Результат     | Соперник Результат   | Соперник Результат   | Соперник Результат   | Место |
| --------- | ------------ | ------------------ | ---------------------- | ---------------------- | -------------------- | -------------------- | -------------------- | ----- |
| до 66 кг  | Мэтьюс Пунза | не участвовал      | ISRГ. Поллак В 100:000 | SLOА. Гомбоц П 000:101 | Завершил выступление | Завершил выступление | Завершил выступление | 9     |

### Лёгкая атлетика
Мужчины
Шоссейные дисциплины
| Дисциплина | Спортсмен         | Время   | Отставание | Место |
| ---------- | ----------------- | ------- | ---------- | ----- |
| марафон    | Джордан Чипангама | 2:24:58 | +16:14     | 93    |

Беговые дисциплины
| Дисциплина        | Спортсмен     | Предварительный раунд | Предварительный раунд | Предварительный раунд | Четвертьфиналы | Четвертьфиналы | Четвертьфиналы | Полуфиналы           | Полуфиналы           | Полуфиналы           | Финал                | Финал                |
| Дисциплина        | Спортсмен     | Забег                 | Время                 | Место                 | Забег          | Время          | Место          | Забег                | Время                | Место                | Время                | Место                |
| ----------------- | ------------- | --------------------- | --------------------- | --------------------- | -------------- | -------------- | -------------- | -------------------- | -------------------- | -------------------- | -------------------- | -------------------- |
| бег на 400 метров | Пири Джеральд | не участвовал         | не участвовал         | не участвовал         | 2              | 10,27          | 4              | завершил выступление | завершил выступление | завершил выступление | завершил выступление | завершил выступление |

Женщины
Беговые дисциплины
| бег на 400 метров | Кабанге Мупопо | 7 | 51,76 | 2 Q | не проводится | не проводится | не проводится | 3 | 52,04 | 7 | завершила выступление | завершила выступление | завершила выступление | завершила выступление | завершила выступление |